# 郷田村
郷田村（ごうだむら）は、広島県賀茂郡にあった村。現在の東広島市の一部にあたる。

## 地理
西条盆地の南部に位置していた。

## 歴史
- 1889年（明治22年）4月1日、町村制の施行により、賀茂郡田口村、郷曽村が合併して村制施行し、郷田村が発足[2][3]。
- 1955年（昭和30年）3月31日、賀茂郡西条町に編入され廃止[2][3]。

### 地名の由来
合併村の各一文字を組み合わせたもの。

## 産業
- 農業[2]

## 教育

### 小学校
- 1891年（明治24年）郷曽尋常小学校開校[1]。1906年（明治39年）田口尋常小学校と合併し高等科設置[1]。1908年（明治41年）郷田尋常高等小学校に改称（現東広島市立郷田小学校）[1]。

### 私学
- 1908年（明治41年）土肥女学館（土肥女子学園、現学校法人清水ヶ丘学園）が大字郷曽に設立[1]。1915年（大正4年）中黒瀬村に移転し、1924年（大正13年）さらに呉市に移転[1]。